# Melon Demon Divine
Melon demon divine är Kee Marcellos andra soloalbum och gavs ut 2004. Efter singer/songwriter-albumet Shine On som släpptes 1995 hittade Marcello tillbaka till sina metal-rötter. Mörka texter och melodier med nedstämda riff betonar en avväg från både hans tid i rockbandet Europe och första soloplattan Shine On.